# Ахиччхатра

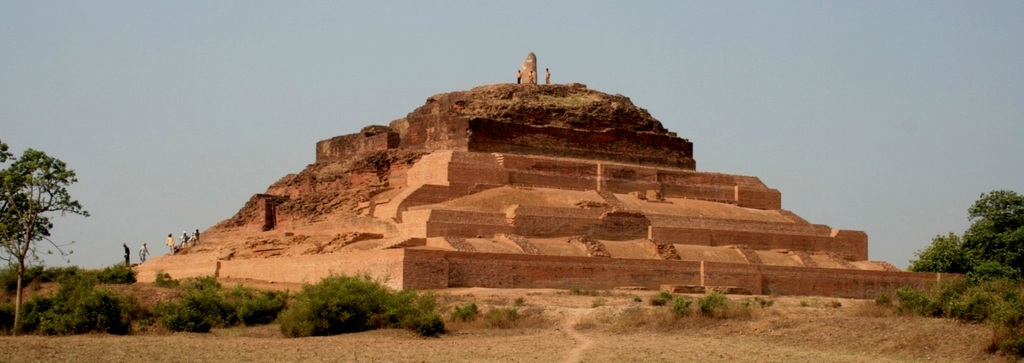
Руины города Ахиччхатра у деревни Рамнагар

Ахиччхатра — древний город в Индии (округ Барейлли, штат Уттар-Прадеш) в долине реки Ганг. Столица Северной Панчалы — североиндийского королевства, упоминаемого в эпосе «Махабхарата». Название Ахиччхатра переводится как змеиный капюшон, что может быть связано с культом змей, распространённым среди панчалов.
Раскопки проводились в 1871, 1891—1892 и 1940—1944 годах. Их результаты подтвердили сведения из «Махабхараты». Было обнаружено 9 культурных слоев с III в. до н. э. до XII в. н. э. Наибольшиё расцвет города пришёлся на период с II в. до н. э. до III в. н. э. Постройки из сырцового кирпича датированы III—II в. до н. э. В I в. до н. э. город был обнесён кирпичной стеной и двумя земляными валами. Найдена так называемая «Северная черная лощеная» керамика. Обнаружено несколько храмов эпохи Гупта. Обнаруженные в ходе раскопок памятники искусства 1-го тысячелетия связаны с буддизмом и индуизмом. В IX—XI веках Ахиччхатра стала постепенно приходить в упадок, и вскоре столица Панчалов была перенесена в Вадамаюту.